# A Perfect Day (film)
Pour les articles homonymes, voir Perfect Day.
Pour plus de détails, voir Fiche technique et Distribution.
A Perfect Day (anglais pour « un jour parfait ») est un film franco-germano-libanais réalisé par Joana Hadjithomas et Khalil Joreige, sorti en 2005.

## Synopsis
Malek est un jeune libanais qui vit à Beyrouth avec sa mère Claudia. Il est victime d'apnée du sommeil et de somnolence. Dans la même journée, il va convaincre sa mère de déclarer la mort de son père, disparu 15 ans plus tôt, tenter de reconquérir sa petite amie Zeina, et essayer de comprendre sa maladie.

## Fiche technique
- Titre : A Perfect Day
- Réalisation : Joana Hadjithomas et Khalil Joreige
- Scénario : Joana Hadjithomas et Khalil Joreige
- Production : Anne-Cécile Berthomeau, Edouard Mauriat, Faris Ladjimi, Thanassis Karathanos et Georges Schoucair
- Musique : Scrambled eggs et Soapkills (Yasmine Hamdan)
- Photographie : Jeanne Lapoirie
- Montage : Tina Baz-Le Gal
- Décors : Serge Khayat
- Pays d'origine :  Liban /  France /  Allemagne
- Format : couleur - 1,85:1 - Dolby Digital - 35 mm
- Genre : drame
- Durée : 88 minutes
- Dates de sortie : 7 août 2005 (festival de Locarno), 1er mars 2006 (France)

## Distribution
- Ziad Saad : Malek
- Julia Kassar : Claudia
- Alexandra Kahwagi : Zeina
- Rabih Mroueh : l'homme au téléphone
- Carole Schoucair : le médecin

## Distinctions
- Prix Don Quichotte, prix FIPRESCI et nomination au Léopard d'or, lors du Festival international du film de Locarno 2005[1].
- Montgolfière d'argent, prix du meilleur acteur (Ziad Saad) et prix de la meilleure création musicale, lors du Festival des trois continents 2005.
- Mention spéciale et prix du meilleur acteur (Ziad Saad), lors du Festival international du film francophone de Namur 2005[2].

- Sélection au Festival du film de TriBeCa 2006[3]
- Sélection Officielle au Festival international du film de Locarno 2005[1]
- Sélection au Festival international du film de Toronto 2005[3]